# Pérez (apellido)
Pérez es un apellido patronímico español muy común en España, Filipinas e Hispanoamérica. Deriva del nombre de Pedro más -ez que, como otros apellidos patronímicos terminados en -ez, significa ‘hijo de’, por lo que su significado es ‘hijo de Pedro’.

## Distribución
El apellido se encuentra extensamente difundido por toda España, Filipinas y América.
En España es el octavo apellido más común, está muy distribuido, más frecuente en las provincias de Orense (3,283%), Huelva (2,523%),  Zamora (2,467%), Palencia (2,357%) y Pontevedra (2,319%); según el INE, a fecha 01/01/2021 en España llevan el apellido de Pérez: 776.532 como primer apellido, 789.741 como segundo apellido y 25.567 como ambos apellidos.
En Filipinas, «Pérez» es el decimoquinto apellido más popular.
En el continente americano se encuentra desde los primeros tiempos de su descubrimiento y conquista. En Venezuela es el tercer apellido más común.
Uno de los países con más difusión fue México, ya que los primeros que llegaron con Hernán Cortés y sus descendientes, al establecerse en aquel país, fueron creando familias, a las que pertenecieron militares, clérigos, tesoreros reales, y familiares de la Santa Inquisición. Podemos citar entre los primeros personajes apellidados «Pérez» en América a Alonso Pérez de Trigueros, natural de Huelva en 1520, a Alonso Pérez de Zamora en 1519, a Andrés Pérez de Sevilla en 1539, a Antón Pérez de Móstoles (Madrid) en 1526, a Antón Pérez nacido en Conil (Cádiz), Bartolomé Pérez de Alange (Extremadura) en 1527 o Morán Pérez de Córdoba. Consignar la larga relación de cuantos de este apellido participaron en el descubrimiento y posterior colonización del Nuevo Mundo crearía una lista casi interminable.
Como consecuencia de su abundancia y naturaleza, lo han llevado y lo llevan incontables familias y linajes de muy distinto origen y procedencia, sin que exista entre la mayoría de ellos ninguna relación o vínculo de parentesco y ni la más leve y primitiva comunidad de sangre, por lo que no existe relación genealógica entre la mayoría de ellos. Debido a la difusión y abundancia del apellido, se generalizó la costumbre de añadirle el lugar de origen o la plaza conquistada, formándose los apellidos compuestos por «Pérez de…», y así tenemos, entre otros, a los Pérez de Tudela, los Pérez de Villamayor, los Pérez de Soria, los Pérez de la Calzada, los Pérez de Zamora y otros muchos.
Es una creencia muy extendida que este apellido, al igual que muchos otros apellidos españoles, es de origen sefardí, puesto que aparece en las listas de sospechosos investigados por la Inquisición española por «judaizar» (practicar el judaísmo en secreto). Esta creencia, sin embargo, es errónea, e incurre en lo que se conoce como «el mito de los apellidos judíos». La realidad es que los apellidos que figuran en las listas de la Inquisición son los más corrientes en la península ibérica de la época y, por tanto, también los más habituales entre los sospechosos que investigaba la Inquisición. En realidad, no existen apellidos españoles que denoten un origen judío o judeoconverso.

## Heráldica
Como otros apellidos patronímicos comunes, no tiene un único origen común, y hay más de sesenta escudos distintos de este nombre, dependiendo de la zona de origen y de la familia.
1. Partido, 1.º, en campo de plata, un peral de sinople (verde), frutado de oro, y bordura de azur, con tres flores de lis de plata, y 2.º, en campo de oro, un león rampante y coronado de púrpura.

|  |
|  |

### Distribución en Madrid
Una notoria familia cántabra llamada Pérez moró en la villa de Colindres, del partido judicial de Laredo, de la cual formaban parte: 
- Pedro Pérez de la Quintana, natural de Colindres, general de la Real Armada de Felipe II y caballero de la Orden de Calatrava, a finales del siglo XVI.
- Felipe Antonio Pérez Díez, natural de Colindres obtuvo provisión de hidalguía en la Real Chancillería de Valladolid el 13 de enero de 1763.
- Su hijo Martín Nicolás Pérez Guarino que ganó carta ejecutoria de hidalguía en Valladolid el 26 de julio de 1826, pasó a Talavera de la Reina, quedando allí avecindado.

Dicha familia Pérez vivió en Peñacastillo, del partido judicial de Santander, a la que pertenecieron Lorenzo Pérez con sus descendientes. Otros moraron en el Valle de Villaescusa, también del partido judicial de Santander. Otros lo hicieron en lugar de Bárcena y de Tezanos, del partido de Villacarriedo. Radicó otra familia en el lugar de Silió del ayuntamiento de Molledo y partido judicial de Torrelavega. Otras familias Pérez moraron en las villas de Arenas de Iguña, Caranceja, Concejo de Bareyo, Entrambasmestas, Muriedas, Resconorio, Ruiloba, San Pedro del Romeral, Sierrapando y Valdeiguña. 
Una rama de la casa Pérez en la villa de Colindres (Cantabria) pasó a Chile quedando allí establecida. Fue su progenitor José Pérez García, nacido en Colindres en 1726, quien pasó a América, donde fue teniente coronel del ejército, Prior del tribunal del Consulado de Chile, y autor de una Historia del Reino de Chile. Descendiente de esta rama fue don José Pérez Mascayano, nacido en Santiago de Chile en 1800, que llegó a ser presidente de la República.